# Anton Kagerbauer
Anton Kagerbauer (n. 5 iulie 1814, Abrud – d. 8 octombrie 1872, Turda) a fost un arhitect transilvănean care a activat la Cluj în secolul al XIX-lea.

## Studiile

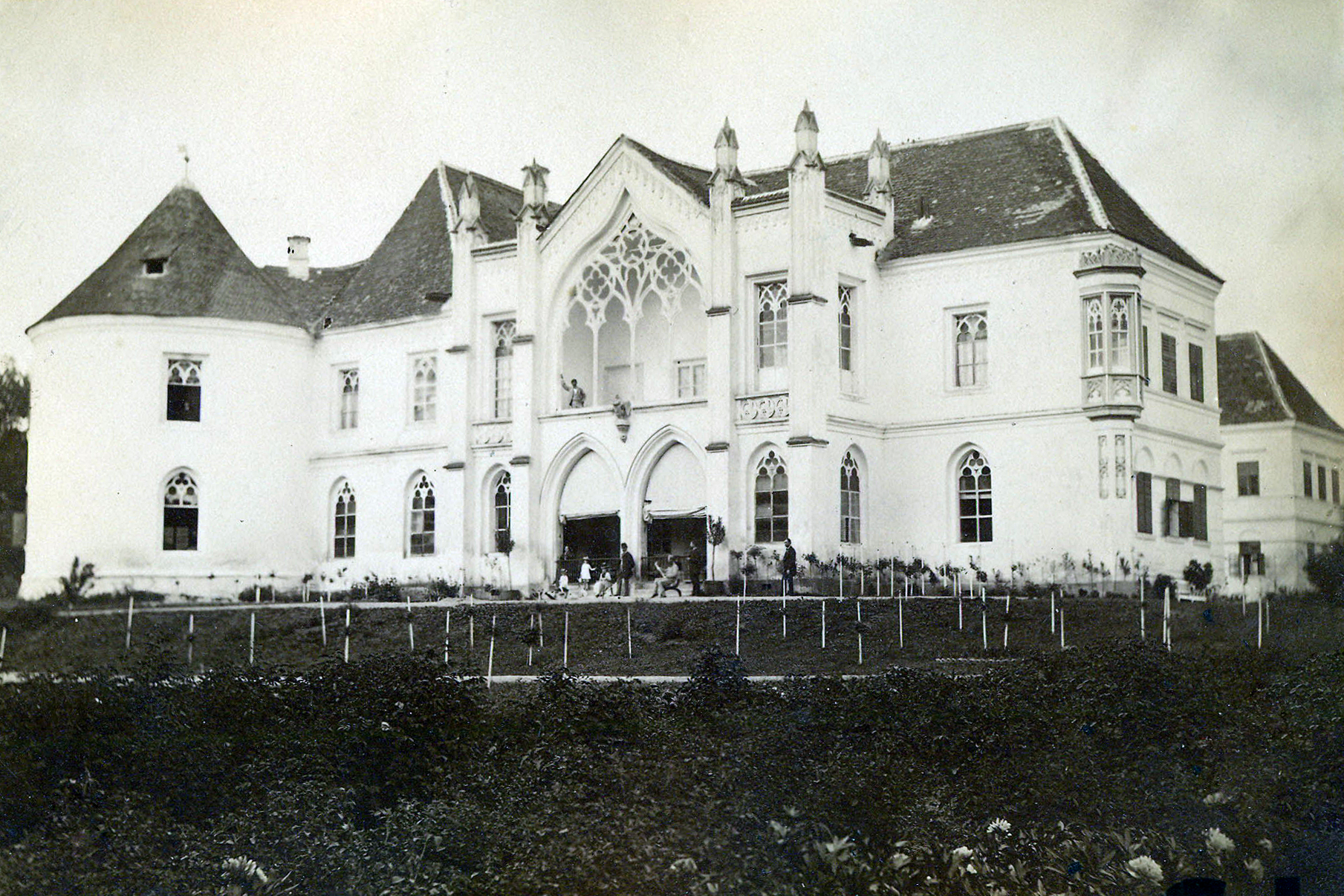
Noua fațadă a Castelului de la Bonțida (sec. al XIX-lea)

Anton Kagerbauer a studiat sub conducerea lui György Winkler la Cluj și a devenit asociat cu acesta.

## Lucrări
În anul 1855 a realizat noua fațadă a Castelului Bánffy de la Bonțida, în stil neogotic englez.